# 베를린 외곽순환선
베를린 외곽순환선은 서베를린 외부를 순환하는 125 km 길이의 복선 전철화된 철도 순환선이다. 20세기 초반에 베를린 우회선으로 계획되었으며 1940년대 초반에 일부가 건설되었다. 당시 건설된 구간은 베를린 서부 근교, 베를린 남동부의 베를린 화물 외곽순환선이다. 동독 건국 이후 정치적 및 군사적인 이유로 서베를린을 우회하기 위해서 1951년부터 1961년까지 대부분 구간을 완공했다. 비슷한 기능을 하는 포츠담-쇠네펠트 국도도 건설되었다.
베를린 외곽순환선은 베를린 도심을 순환하는 베를린 순환선과는 다른 노선이다.

## 노선
베를린 외곽순환선의 총 거리는 125 km이며 지름은 약 40 km이다. 브란덴부르크주와 베를린에 걸쳐 있으며, 베를린에는 노선의 동부 일부만 포함된다. 이렇게 건설된 이유는 서베를린 우회뿐만 아니라 1920년대 당시 계획에서도 동부 베를린은 우회하지 않기로 했기 때문이다. 노선은 전 구간 복선전철화되어 있다. 글라조어 담부터 드레스덴선 분기점과 쇠네펠트역까지는 2005년에 복복선화 공사가 진행되었다. 베를린과 인접한 일부 구간은 베를린 S반의 일부 열차가 운행한다. 외곽 순환선은 베를린에서 방사형으로 뻗어 나오는 모든 노선과 만나며 거의 모든 노선과 연결선으로 연결되어 있다.

## 역사

### 건설 이전
이미 19세기 말부터 프로이센군은 베를린에서 뻗어 나가는 철도 노선을 연결하려고 했다. 이는 또한 화물 운송에도 도움이 되었다. 1902년 마그데부르크선, 레어테선, 함부르크선은 빌트파르크(현재의 포츠담 파르크 상수시역), 부스터마르크, 나우엔 간을 잇는 우회선을 통해서 연결되었다. 다음 해에 이 노선은 안할트선의 위터보크, 북부선의 오라니엔부르크까지 확장되었다. 1920년대에 안할트선의 자르문트 경유 그로스베렌 연결 과정에서 베츨라어선상에 제딘 조차장역이 건설되었다. 1930년대 초반에 쇠네펠트를 경유하여 불하이데까지 동쪽으로 노선 확장이 계획되었다. 이 계획은 현재의 노선과 거의 일치한다.
나치 독일 시기에 베를린 화물 외곽순환선이 건설되었으며, 임시적인 연결이었지만 1940년/1941년부터 안할트선의 텔토역에서 쇠네펠트를 경유하여 슈체친선의 베를린 카로역과 연결된 열차가 운행했다. 이 당시의 계획선은 현재의 노선보다 더 북쪽에 있었고 서베를린 남부 경계를 여러 번 교차했다.
제2차 세계 대전 이후 독일과 베를린이 분단되면서 소련군정과 이후 동독은 서베를린 우회를 원했다. 첫 번째 조치로 1948년 베르더와 골름간 화물 외곽순환선의 연결선 건설 및 괴를리츠선의 베를린-그뤼나우역에서 북쪽으로 가는 노선을 건설했다. 1950년에는 베를린 카로역에서 하이데크라우트선의 바스도르프, 벤지켄도르프에서 북부선의 오라니엔부르크역을 연결했다.

### 외곽순환선의 건설

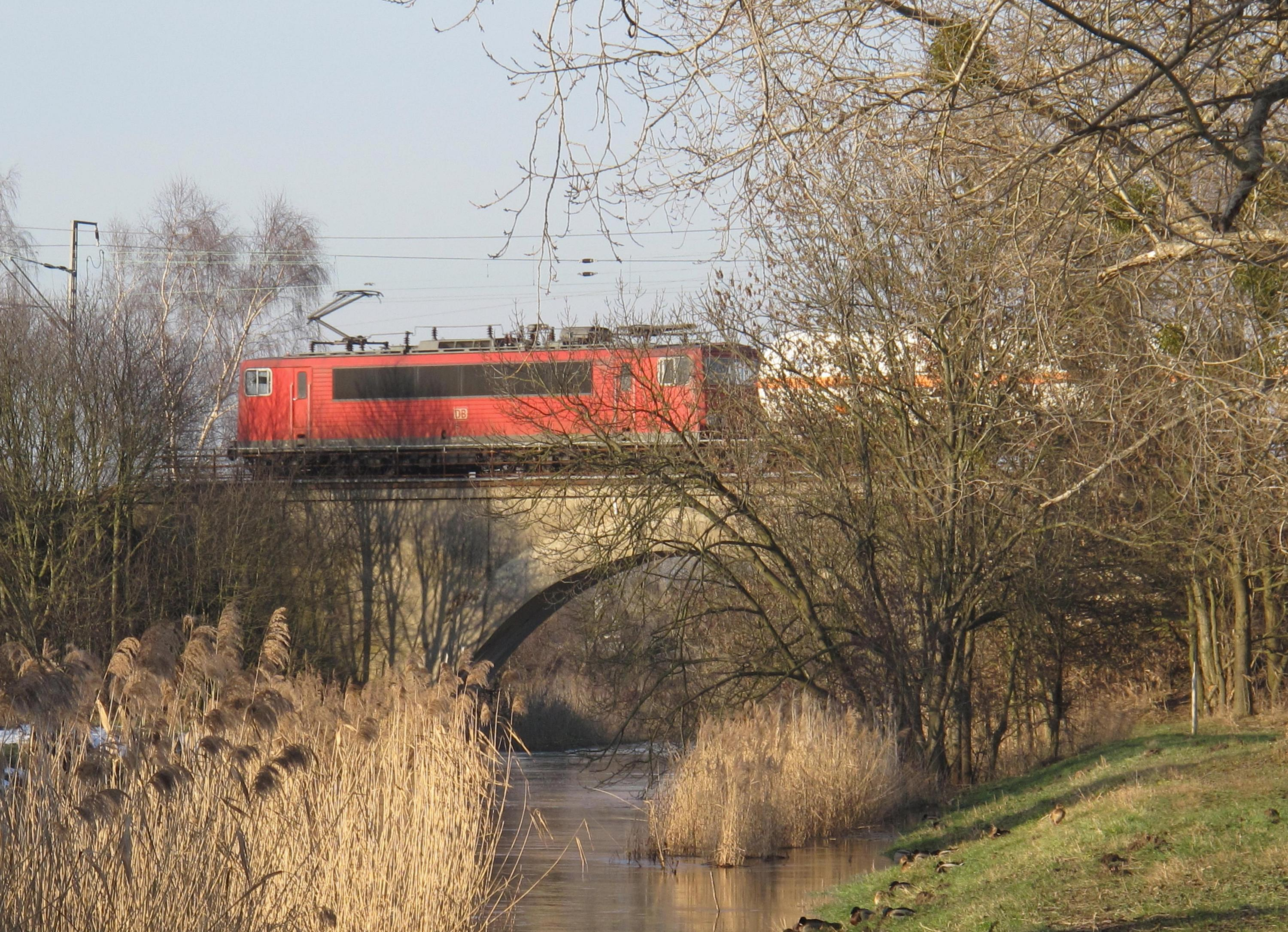
자르문트 근처의 누테강 철교

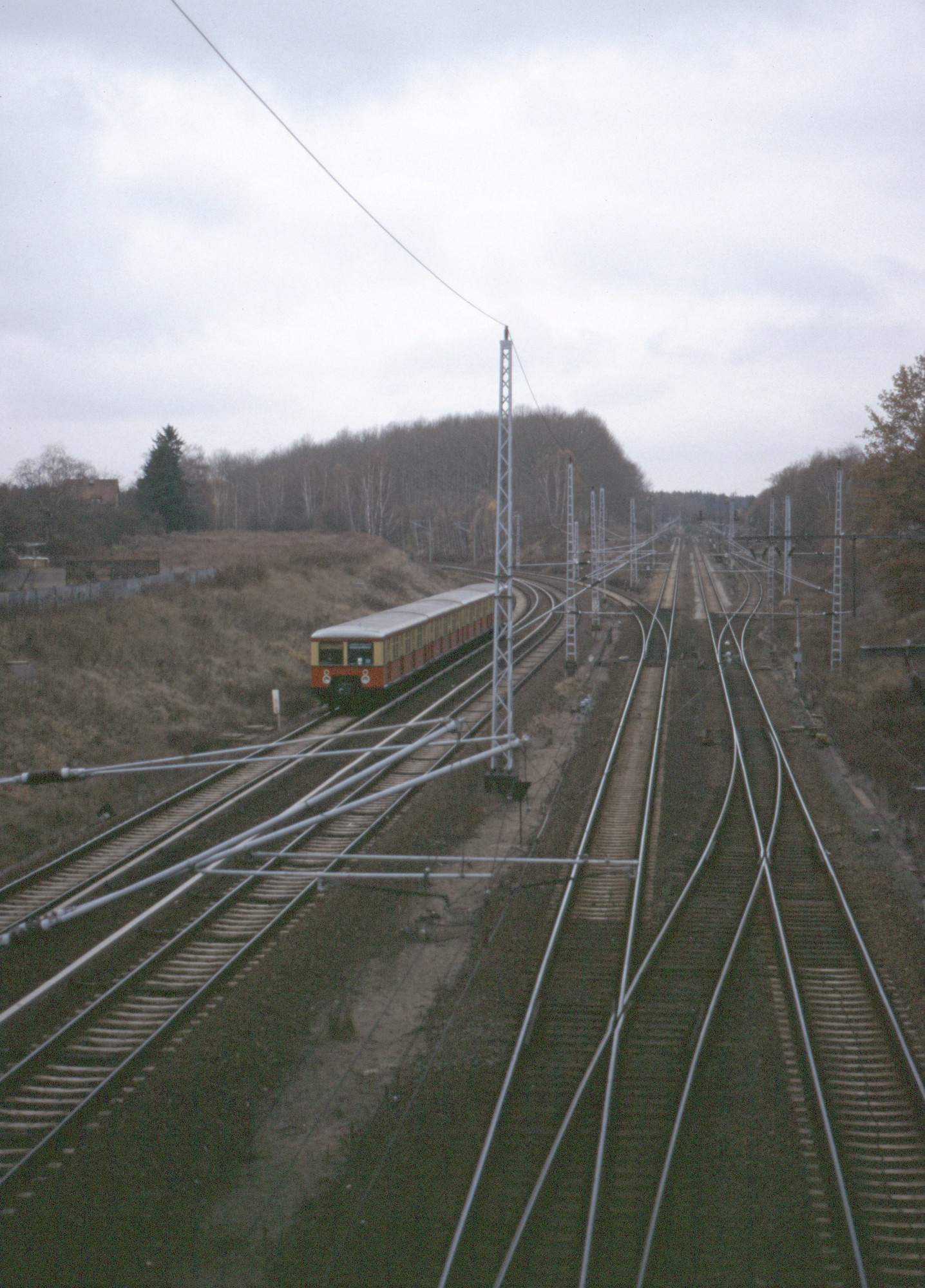
쇤플리스 베스트 분기점, 1997년

베를린 외곽순환선의 남부 구간은 1950년 11월 1일에 착공했다. 최초 구간은 겐스하게너 하이데역 동쪽의 기존 우회선을 연결하는 구간이었다. 1951년 7월부터 12월까지 겐스하게너 하이데와 베를린 남동부 벤덴하이데 분기점까지의 여러 구간과 연결선이 건설되었다. 벤덴하이데 북쪽부터는 기존의 화물 외곽순환선을 사용했다. 1952년 11월 22일 화물 외곽순환선의 카로 교차점부터 베르크펠데 및 베르크펠데-비르켄베르더간 연결선을 건설했다. 다음 단계로는 카로 베스트-베를린 블랑켄부르크 연결선(1953년), 불하이데 조차장(1953년 10월 1일), 베르크펠데-팔켄하겐-브리제랑 간 단선 철도 건설이었다. 1953/55년에는 카로 베스트 분기점-카로 노르트 분기점 연결선이 건설되었고, 과거 우회선의 자르문트-겐스하게너 하이데간 복선화, 헤니히스도르프 (베스트) 분기점-헤니히스도르프 연결선, 헤니히스도르프 오스트-헤니히스도르프 연결선, 호엔 노이엔도르프 베스트-비르켄베르더 연결선 및 팔켄하겐-핑켄크루크-브리제랑 연결선이 건설되었다. 1955년 10월 2일 팔켄하겐-부스터마르크 분기점, 부스터마르크 조차장-부스터마르크 연결선이 개통했다. 1955년 11월 11일 부스터마르크 분기점-엘스탈 분기점 구간이 개통했고, 골름-엘스탈간 우회선이 연결되었다.
마지막으로 빠진 구간은 템플린호를 가로질러 자르문트-골름을 연결하는 것이었다. 이를 위해서 빌헬름스호르스트에 건설 수용소(SAGO)를 설치했고, 완공 이후에는 1990년까지 동독 국경부대가 사용했다. 1956년 9월 30일에는 포츠담 쥐트-베르더간 연결선이 개통했고, 외곽 순환선이 완전히 연결되었다. 추가적으로 네셀그룬트 오스트-빌헬름스호르스트, 골름-빌트파르크(1957년 9월 28일), 겐스하게너 하이데-비르켄그룬트(북서부 연결선, 1958년 6월 1일), 베르더-골름(1959년 2월 6일), 글라조어 담-블랑켄펠데(남서부 연결선, 1961년 5월 25일) 간 연결선이 개통했다.
1958년부터는 외곽순환선 열차가 베를린 S반 운임체계에 편입되었다. 해당 노선은 서베를린을 따라서 순환했기 때문에 소련의 인공위성을 빗댄 별명인 스푸트니크라고 불렸다.

### 베를린 장벽 건설 이후
1961년 8월 13일 베를린 장벽 건설로 동서베를린이 분리되었다. 이에 따라서 베를린 블랑켄부르크에서 호엔 노이엔도르프를 경유하여 오라니엔부르크로 가는 새로운 S반 노선이 필요했다. 1962년 쇤플리스에서 베르크펠데간 별도의 S반 선로가 개통했고 베르크펠데/베르크펠데 오스트-비르켄베르더간 연결선이 건설되었다. 같은 해에 아들러스호프에서 베를린 쇠네펠트 국제공항까지 노선이 개통되었고 장거리 열차도 운행하기 시작했다. 그 전에는 신호장 역할만 했다.
같은 해에 하셀베르크 분기점-브리제랑 사이가 건설되었고, 헤니히스도르프-부스터마르크 조차장 구간이 실험적으로 산업용 교류 25 kV 50 Hz로 전철화되었다. LEW 헤니히스도르프에서 생산한 E 251 전기 기관차의 시험 운행용이었다. 1973년에 전차선 구조물이 다시 제거되었으나, 일부 전차선 지지대는 철거되지 않고 1983년 재전철화 시 다시 사용되었다.
1982년 4월 16일 글라조어 담 분기점(말로역에서 제어)을 관리하는 GS II Sp 64b 계전기식 신호소가 개업했다. 같은 날에 글라조어 담 오스트 분기점부터 글라조어 담 쥐트(블랑켄펠데) 구간이 복선화되었다.
1982년 자르문트-글라조어 담(-블랑켄펠데) 구간에서 (자르문트-미헨도르프, 겐스하게너 하이데/겐스하게너 하이데 오스트-루트비히스펠데 연결선 제외), 프리오르트-자르문트간 구간이 전철화되었다. 1983년에는 부스터마르크/부스터마르크 조차장-프리오르트, 베를린 쇠네펠트 국제공항-그뤼나우어 크로이츠, 비르켄베르더 분기점-부스터마르크 쥐트 분기점, 골름/빌트파르크 베스트 분기점-베르더 연결선, 부스터마르크 노르트-부스터마르크 조차장/부스터마르크, 팔켄하게너 크로이츠 구간이 전철화되었다.
글라조어 담-베를린 쇠네펠트 공항 간에는 1983년 5월 17일에는 3선, 1986년 9월 26일 사이에는 4선이 개통되었다. 카로어 크로이츠와 쇤플리스 사이 구간은 1984년 9월 2일 열차선이 전철화되면서 S반선이 별도로 운행되었다. 1984년 12월 20일에는 슈프링풀부터 호엔쇤하우젠까지 S반 노선이 개통되었고, 다음 해에는 바르텐베르크까지 연장되었다.

### 1990년 이후 개발

신공항 연결선이 포함된 베를린 외곽순환선의 남부 구간

베를린 장벽이 무너지고 독일이 통일되면서 더 이상 서베를린을 우회할 필요가 없어졌다. 1991년부터 이미 마그데부르크에서 출발한 열차가 더 이상 외곽순환선을 경유하지 않고 베를린 반제역으로 운행하기 시작했다. 그러나 베를린으로 직행하는 노선은 분단 시기에 손실되었다.

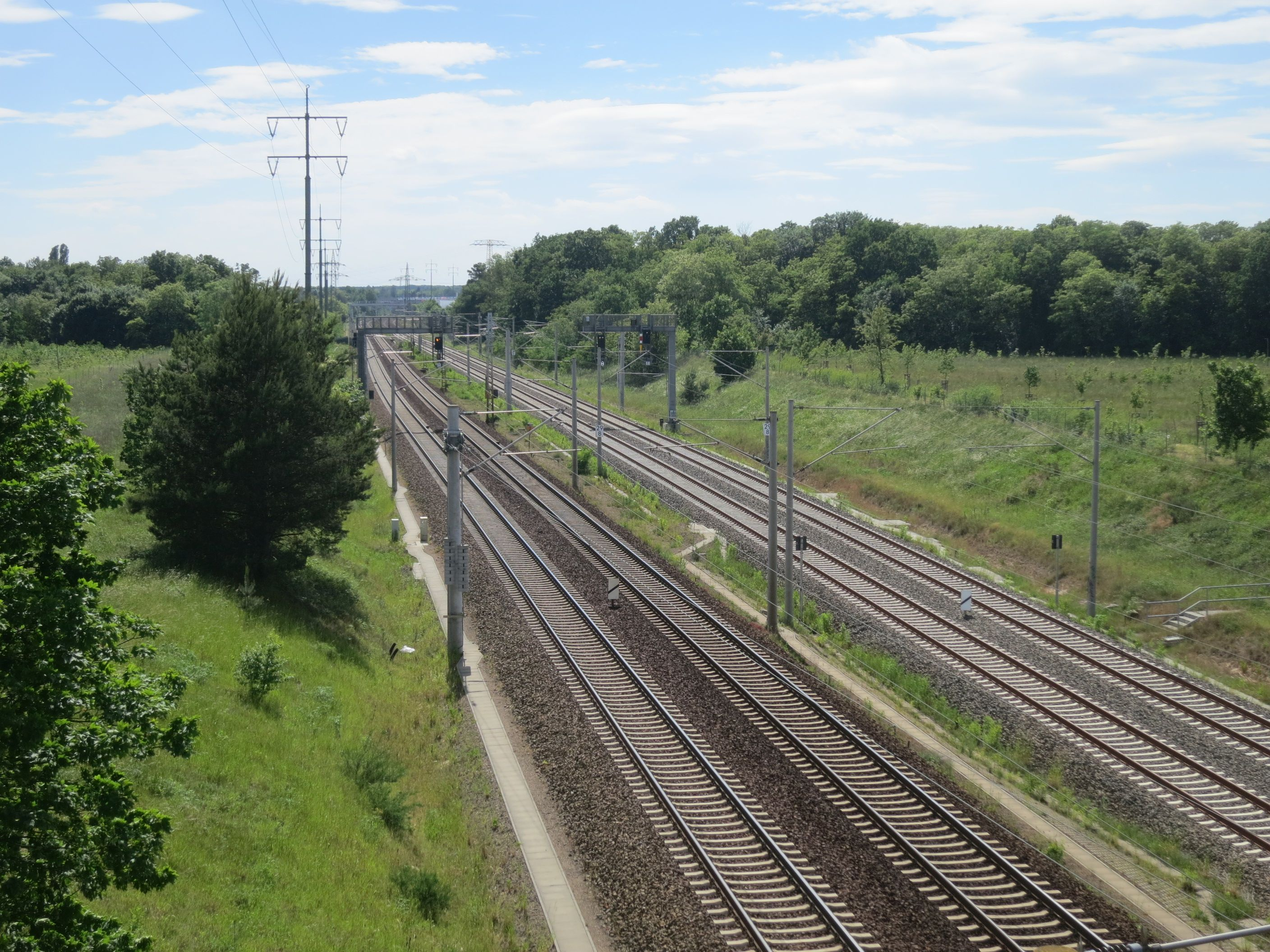
왼쪽: 글라조어 담-본스도르프 쥐트 노선 분기점, 오른쪽: 그뤼나우 교차점 방면 베를린 외곽순환선

독일 통일 이후 화물 물동량이 감소해서 불하이데 조차장은 1994년 6월 10일 영업을 중단했고 이후 완전히 철거되었다.
2006년 5월 28일 티어가르텐 터널과 베를린 남북 열차선이 개통하면서 남부 방면 안할트선이 재개통되었지만 드레스덴선은 개통되지 않았다. 그 이후 드레스덴 방면 열차는 겐스하겐 교차점에서 글라조어 담까지 외곽 순환선을 사용한다. 이를 위해서 베를린과 텔토 방면 연결선이 추가로 건설되었다.
베를린 브란덴부르크 공항(BER)으로 가는 서부 철도 연결의 일부로 글라조어 담 오스트 분기점부터 베를린 쇠네펠트 국제공항역까지의 노선 운행을 2008년 초에 중단했다. 신규 S반 선로는 쇠네펠트에서 시작해서 바스만스도르프를 경유하여 반원형을 그리면서 열차선과 만난다. 열차선은 글라조어 담 동쪽에서 신규 건설된 젤호 분기점에서 입체교차로 공항 방면으로 분기한다. 열차선과 S반선은 공항 서쪽에서 평행하게 진입한다. 신규 건설된 열차선의 시설거리는 총 15 km, S반선의 시설거리는 총 8 km이다.장거리 및 지역 교통의 경우 총 15km, S-Bahn의 경우 8km가 새로 건설되었습니다. 쇠네펠트부터 베를린 브란덴부르크 국제공항까지의 S반선과 글라조어 담 오스트부터 공항을 경유하여 괴를리츠선으로 진행하는 열차선은 2011년 10월 30일에 개통했으나, 공항 건설이 지연되면서 오랫동안 유령역 상태를 유지했다.
2012년 12월 9일부터 겐스하게너 하이데역은 여객 영업을 중단했고 루트비히스펠데-스트루베스호프역으로 대체되었다. 이 역에는 140 m 길이의 상대식 승강장이 2면 설치되었다. 2013년에는 보행자 육교와 P+R 주차장이 설치되었다. 건설에는 총 390만 유로가 투자되었다. 
2019년 11월 S반 비스도르프 교차점 지역에 전자식 신호소가 도입되었고, 비스도르프 교차점부터 바르텐베르크 사이에 ZBS 보안 장치가 설치되었다. 2021년 초에는 열차선에도 전자식 신호소가 도입되었다.
2021년 11월 외곽순환선에 ETCS를 설치하려는 계획이 공개되었다.
슈체친선과 외곽순환선의 교차점에 카로어 크로이츠역 설치가 계획 중이다.

### 미실현 계획
1980년대 후반에 계획되어 일부가 진행된 베를린 쇠네펠트 공항-그뤼나우 교차점간 복복선화는 공사 중에 중단되었다. 이 시기에 설치된 일부 복복선 궤도는 일부는 철거되었고 일부는 유지되어 있다. 외곽순환선의 남부 구간은 여전히 화물 열차가 활발하게 운행 중이지만 복복선화가 필요할 정도는 아니다.
연결선이 건설되지 않은 구간이 일부 존재한다. 특히 서베를린 쪽으로 들어가는 노선은 연결되어 있지 않다. 그 중 하나로 불하이데 교차점에서 북쪽으로 도심으로 진입하는 노선은 연결되어 있지 않다. 일단 남동쪽으로 나온 다음 프랑크푸르트선을 통해서 들어가야 한다. 노반의 일부 구조물은 건설되어 있으며 오늘날에도 확인할 수 있다. 헤니히스도르프 노르트역에는 펠텐 방면 연결선이 건설되지 않은 흔적이 남아 있다.
포츠담과 베를린 브란덴부르크 국제공항 연결을 위하여 베르더 교차점 및 베르크홀츠에서 쇠네펠트 방면 연결선이 제안되기도 했으나 구체화되지는 않았다.
동독 시기에 베를린 북부에 새로운 대규모 주택단지 건설이 계획되었다. 이를 위해서 카로어 크로이츠와 뮐렌베크-묀히뮐레 사이의 프란최지시 부흐홀츠와 아르켄베르게 지역에 새로운 S반 역 건설이 계획되었다. 승강장 건설 부지는 계속 유지되어 있다.
바르텐베르크에서 젤하임브뤼케까지 S반 연장이 계획되어 있었다. 계획 중인 카로어 크로이츠역까지 연장과 함께 계획되어 있었으나, 2006년에 이 계획에 대한 작업이 중단되었다.
비스도르퍼 크로이츠와 그뤼나우어 크로이츠간 S반 연장과 슈프링풀-게렌제슈트라세역 사이에 뷔르크너스펠데역 신규 건설이 계획되어 있었다. 계획 실현은 베를린의 재정 상황에 의존하기 때문에 단기간 내에 실현될 가능성은 낮다.
불하이데 교차점의 배선에 대한 계획은 여러 번 제안되었다. 불하이데에는 입체 교차와 중앙 신호소가 있는 대형 철도 교차점이 건설될 예정이었다. 이를 위해서 불하이데 조차장역과 베를린 카를스호르스트역 재설계가 필요했다. 그러나 동독 시기에는 다른 동독 철도 노선에 영향을 줄 수 있었고 건설 능력이 부족했기 때문에 지속적으로 연기되었다. 프랑크푸르트 방면 노선과 시내 방면 연결선 등의 일부 계획은 유지되었다.

## 노선과 정거장

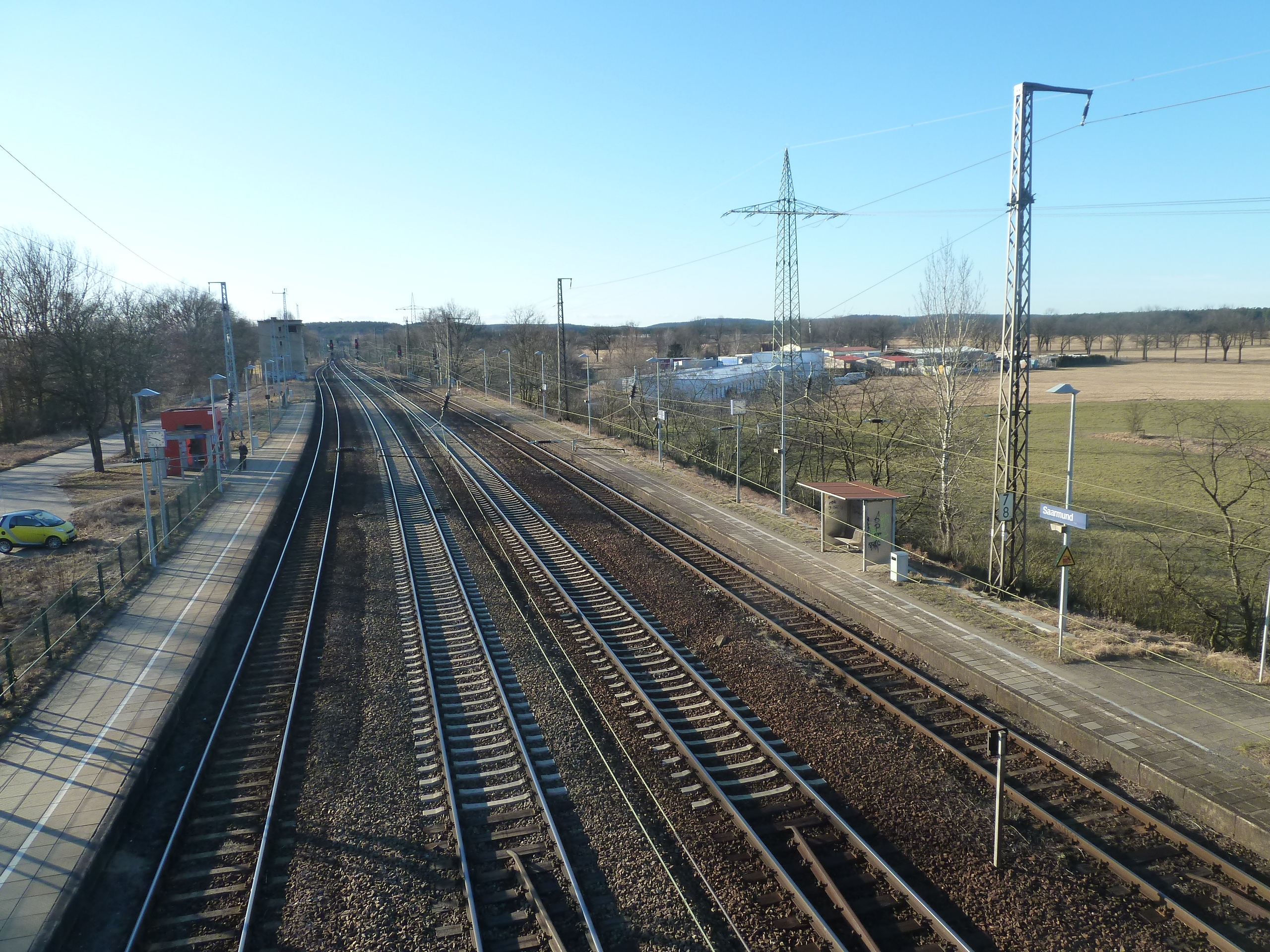
자르문트역

외곽순환선은 자르문트역에서 시작하여 겐스하게너 하이데역-BER 공항 터미널 5역-그뤼나우어 크로이츠-불하이데-비스도르퍼 크로이츠-카로어 크로이츠-쇤플리스역-팔켄하겐-골름역-포츠담 피르시하이데역을 경유하여 다시 자르문트역으로 돌아온다.
노선 건설이 기존 노선의 연장과 신규 노선의 혼합으로 이루어져 있기 때문에 내부적으로는 6개의 구간으로 나뉘어 있으며, 각각 구간마다 별개의 노선 번호와 기점이 할당되어 있다.
- 자르문트-아이히게슈텔(6126). 자르문트-겐스하게너 하이데 구간은 미헨도르프-그로스베렌선에서 편입되었으며 이 구간의 기점은 미헨도르프역에서 시작한다. 자르문트역은 기점 7.2 km에 있다.
- 아이히게슈텔-비스도르퍼 크로이츠(6080). 과거에 이 구간을 지났던 베를린 화물 외곽순환선의 영업거리를 따르며 이 구간의 기점은 텔토역에서 시작한다. 아이히게슈텔 정거장은 기점 25.0 km에 있다.
- 비스도르퍼 크로이츠-카로어 크로이츠(6067). 비스도르퍼 크로이츠 기점으로 영업거리를 계산한다.
- 카로어 크로이츠-프리오르트(6087). 카로어 크로이츠 기점으로 영업거리를 계산한다.
- 프리오르트-골름(6068). 골름-프리오르트 구간은 위터보크-나우엔선에서 편입되었으며 이 구간의 기점은 위터보크역에서 시작한다. 외곽 순환선을 이루는 노선은 시계 방향으로 영업거리를 계산하지만 이 구간은 반시계 방향으로 영업거리를 계산한다.
- 골름-자르문트(6087). 골름역 기점으로 영업거리를 계산한다.

글라조어 담과 쇠네펠트 사이의 복복선 선로는 6137번으로 별도의 노선 번호가 할당되어 있다. 외곽순환선을 따라 운행하는 S반 노선도 별도의 노선 번호를 사용한다.
하이데크라우트 철도와 쇠네바이데-슈핀들러스펠트 지선을 제외한 모든 교차하는 노선과 연결선이 있다. 각각의 교차점별로 시설 기준이 다르다. 그뤼나우어 크로이츠의 경우 대부분 방향으로 입체교차가 가능하다. 비스도르퍼 크로이츠, 겐스하게너 하이데 일대 지역은 교차점이 수 킬로미터 범위에 걸쳐 있다. 순환선의 북서부 구간은 일부 방면으로는 평면교차가 불가피하다. 카로어 크로이츠에는 교차점의 모든 방향으로 선로가 설치되어 있지만, 이 중 일부는 평면교차가 불가피하기 때문에 추가 연결선이 건설 중이다.
일부 정거장은 여객 영업을 하고 있다. 
순환선과 다른 노선의 교차점 일부에는 여객 철도역이 건설되었다. 순환선 남서쪽의 베르크홀츠 바이 포츠담역과 포츠담 피르시하이데역(1961년부터 1993년까지는 포츠담 중앙역, 순환선 북쪽의 헤니히스도르프 노르트역은 여객 영업 결절점으로 설계되었으나, 포츠담 피르시하이데역을 제외하면 여객 영업을 중지헜다. 팔켄하겐 바이 나우엔역과 쇠네펠트역은 다른 노선과는 교차하지 않으나 주요 여객 철도역으로 건설되었다. 외곽순환선 건설 당시에는 장거리 여객, 화물, 베를린 서부 교외와 동베를린을 잇는 광역철도의 기능을 가정했으나, 여객 영업을 하는 정거장의 수는 적은 편이다.

## 참고 문헌
- Bernd Kuhlmann: Der Berliner Außenring. Kenning, Nordhorn 1997, ISBN 3-927587-65-6.
- Wolfgang Adam: Tagebuchblätter der Elektrifizierung der Eisenbahnstrecken im Kreis Zossen. In: Heimatkalender für den Kreis Zossen. Rat des Kreises, Zossen 28.1985, S. 50–58.
- Peter Bley (2014). 《Von der Güterumgehungsbahn zum Berliner Außenring. Band 1: Entwicklung 1865 – 1945》. VBN Verlag Bernd Neddermeyer. ISBN 978-3-941712-40-9.
- Peter Bley (2016). 《Von der Güterumgehungsbahn zum Berliner Außenring. Band 2: Entwicklung 1945 – 1961》. VBN Verlag Bernd Neddermeyer. ISBN 978-3-941712-52-2.